# Clinton Leeuw
Clinton Leeuw, né le 15 avril 1982 au Cap, est un joueur professionnel de squash représentant l'Afrique du Sud. Il atteint en mai 2013 la 79e place mondiale sur le circuit international, son meilleur classement. 

## Palmarès

### Finales
- Championnats d'Afrique du Sud : 2018